# Cantaing-sur-Escaut
 Cantaing-sur-Escaut  là một xã ở tỉnh Nord trong vùng Hauts-de-France, Pháp.